# FC 아스트라 지우르지우
FC 아스트라 주루주(Asociația Fotbal Club Astra Giurgiu)는 지우르지우를 연고로 하는 루마니아의 축구 클럽이다. 현재는 리가 I에 참가하고 있다. 1934년 창단 당시부터 플로이에슈티를 연고지로 하였으며 과거에는 FC 아스트라 플로이에슈티(FC Astra Ploiești)라는 이름으로 참가했다. 2012년 9월에 연고지를 지우르지우로 이전하여 오늘에 이른다. 현재 루마니아 리가 I 소속이며 2016–17시즌에서 6위를 기록하였다. 실제 루마니아인들의 발음을 들어보면 지우르지우보다는 주르주가 맞다.

## 성적

#### 국내 경기
- 리가 I(Liga I)

- 우승 (1) : 2015-16
- 준우승 (1) : 2013-14

- 리가 II(Liga II)

- 우승 (1) : 1997-98
- 준우승 (1) : 2008-09

- 리가 III (Liga III)

- 우승 (1) : 2007-08

- 루마니아 컵(Cupa României)

- 우승 (1) : 2013-14

- 준우승 (1) : 2016-17

- 루마니아 슈퍼컵(Supercupa României)

- 우승 (2) : 2014, 2016

## 역대 감독
| 감독                  | 임기        |
| --------------------- | ----------- |
| 코스티커 슈테퍼네스쿠 | 1999 ~ 2000 |
| 올레흐 프로타소우     | 2014 ~ 2015 |